# سونيت 29
السونيت 29 هي واحدة من السونيتات الـ 154 التي كتبها الكاتب والشاعر الإنجليزي وليام شكسبير. وهي جزء من سلسلة «الشاب الجميل» (التي تشمل السونيتات من 1 إلى 126 حسب الترقيم المُتفق عليه من الإصدار الأول في عام 1609). يشكو المتحدث عن شعوره بالانعزال والفشل، لكنه يستمد القوة والعزاء بمجرد التفكير في حبيبه. كُتبت السونيت 29 بالصيغة التقليدية للسونيت الشكسبيرية، والتي تتكون من 14 بيتاً موزونة بالخُماسي اليَمبِي (بالإنجليزية: iambic pentameter)‏ وتنتهي بسطرين (بالإنجليزية: couplet)‏.

## التركيب
تتبع السونيت 29 نفس التركيب الأساسي لسونيتات شكسبير الأخرى، إذ تتألف من أربعة عشر بيتاَ مكتوبة بالخُماسي اليَمبِي، ومقسمة إلى ثلاثة رباعيات شعريّة متبوعة بسطرين شعريين. تتبع نمط القافية التقليدي الإنجليزي abab cdcd efef gg — لكن في هذه السونيت، تتطابق قافيتا b وf. وكما لاحظ برنارد فرانك، تحتوي السونيت 29 على قسمين مميزين، حيث الثمانية أبيات الأولى تعبر عن حالة نفسية كئيبة، بينما الستة الأخيرة تظهر تحولاً إيجابياً في المشاعر.
أشار موردو ويليام مكري إلى ميزتين داخليتين في تركيب السونيت 29 تميّزانها عن أي من سونيتات شكسبير الأخرى. الأولى هي غياب نمط "متى/ثم". التقليدي. في السونيتات العادية يُطرح مشكلة في الثمانية أبيات الأولى (متى) وتُحل في الستة الأخيرة (ثم)، أما في هذه القصيدة، تقدم الأبيات الثمانية الأولى مشكلة (بيان "متى") تُحَل في الأبيات الستة الأخيرة (بيان "ثم"). لكن مكري يوضح أن المتحدث في هذه السونيت لا يقدم حلاً، ربما لأن شعوره الساحق العميق بعدم القيمة الذاتية لشخصه، وبدلاً من ذلك يستخدم الاستنتاج لتقديم تناقض مع المشاعر السلبية التي ذُكرت في الثمانية الأبيات السابقة. يرى مكري أن هذا الانحراف عن النمط التقليدي لكتابة السونيتات يخلق شعوراً وكأن السونيت "تتفتت". الميزة الثانية الفريدة هي تكرار قافية b في الأبيات 2 و4 ("state" و"fate") وكذلك في الأبيات 10 و12 ("state" و"gate"). يرى مكري أن تكرار القافية يجذب انتباه القارئ إلى هذه الأبيات، ويخلق «قصيدة داخل قصيدة» تربط القطعة بطريقة تتناقض مع تفتتها الأصلي.
ومع ذلك، لم يقتصر شكسبير على نمط قوافي الأبيات فقط. وكما يوضح فرانك في مقاله، يكرر شكسبير كلمة "state" ثلاث مرات في القصيدة، مع استخدامات مختلفة. الأولى تشير إلى حالة المتحدث (السطر 2)، والثانية إلى حالته العقلية (السطر 10)، والثالثة إلى "state" بمعنى مملكة أو سيادة (السطر 14).
نوقِشَت قضية تكرار قافية b في مصادر أخرى أيضاً. يذكر فيليب ماغواير في مقاله أن البعض يعتبر هذا «خللاً تقنياً خطيراً»، بينما يعتقد آخرون أن «استخدام 'state' مرتين كقافية قد يكون مبرراً لإبراز التناقض الصارخ بين حالة المتحدث كمنبوذ ظاهرياً وحالة الفرح الموصوفة في الرباعية الثالثة».

## الموضوعات الرئيسية
تمثّل السونيت 29 دراسة للتوتر بين الإحباط الشخصي والاعتراف بالقوة التحويلية للحب. تُظهر الرباعيتان الأولى والثانية حالة من الاستياء العميق، حيث يشعر المتحدث بالخزي بسبب وضعه الاجتماعي المتدني وافتقاره إلى المزايا التي يتمتع بها الآخرون. يستمر هذا الشعور حتى لحظة التحول في السطر 10، حيث تبدأ نغمة المتحدث بالتحسن عندما يتأمل في علاقته مع حبيبه. تمثل الرباعية الثالثة والختام بقافية "couplet" اللحظة التي يتحول فيها الإحباط إلى امتنان وسعادة.
في هذا السياق، تُقدّم السونيت تصوراً عن الكيفية التي يمكن للحب أن يكون مصدراً للتعويض عن خيبات الأمل المادية والاجتماعية. يشير فرانك إلى أن مثل هذا التحول ليس غير معتاد في سونيتات شكسبير، ولكنه يبرز بشكل خاص هنا بسبب الحدة العاطفية التي يتم التعبير عنها في النصف الأول من السونيت.

## التحليل

### الصور البلاغية
تحتوي السونيت 29 على مجموعة متنوعة من الصور البلاغية. تشمل أبرزها استعارات تشير إلى الوضع الاجتماعي ("outcast state"، السطر 2) وتشبيهات تصف الإحباط الداخلي ("deaf heaven"، السطر 3). تُعزّز هذه الصور بالأسلوب الصوتي الذي يستخدمه شكسبير، بما في ذلك الجناس، كما في السطر "sing hymns at heaven's gate" (السطر 12)، الذي يخلق تناقضاً موسيقياً مع نغمة الشكوى السابقة.

### النغمة
تتميز السونيت بنغمة مزدوجة، حيث تبدأ بالإحباط واليأس في الرباعيتين الأولى والثانية، قبل أن تتحول إلى الامتنان والفرح في الرباعية الثالثة والختام. يشير النقاد إلى أن هذه النغمة المتغيرة تعكس تطوراً داخلياً في وعي المتحدث، الذي يبدأ في إدراك أن قيمة الحب تتجاوز أي عيوب اجتماعية أو شخصية قد يشعر بها.

### الموضوع العاطفي
تشير بعض القراءات إلى أن السونيت 29 تمثل رد فعل المتحدث على إحساسه بالفقدان أو العزلة، لكنها تتطور لتصبح احتفاءً بقوة الحب في التغلب على هذه المشاعر. يبدو المتحدث أكثر تركيزاً على داخله، بدلًا من النظر إلى العالم الخارجي للحصول على التحقق أو الدعم.

## روابط خارجية
- إعادة صياغة وتحليل (شكسبير-اون لاين)